# Tigran Petrosjan Moskwa
Tigran Petrosjan Moskwa – rosyjski klub szachowy.

## Historia
Klub powstał w 1968 roku jako klub szachowy stowarzyszenia Spartak. Po śmierci współpracującego ze Spartakiem Tigrana Petrosjana klub postanowił o zmianie nazwy i uhonorowaniu Petrosjana. W 1976 roku utworzono przy klubie akademię szachową, w ramach której klub wypromował takich zawodników, jak Jewgienija Czasownikowa, Siergiej Grigorjanc, Aleksandr Moroziewicz, Grigorij Oparin, Anastasija Sawina, Andriej Sokołow i Maksim Wawulin. W 1988 roku w ramach klubu połączyły się stowarzyszenia Spartak, Buriewiestnik i Trud.
W 1988 roku klub zajął trzecie miejsce w klubowych mistrzostwach ZSRR, a dwa lata później je wygrał. Ponadto w 1990 roku zespół zadebiutował w Pucharze Europy. W rozgrywkach tych moskiewski klub wygrał z CA La Caja de Canarias, SO Kallithea, Wasa SK, a w półfinale przegrał z CSKA Moskwa. Dwa lata później rosyjski zespół pokonał Törökvész Budapeszt i CE Genève, odpadając w ćwierćfinale z Poliotem Czelabińsk.
W klubie grali m.in. Jurij Bałaszow, Jewgienij Bariejew, Jurij Dochojan, Igor Glek, Michaił Krasenkow, Symbat Lyputian, Siergiej Smagin, Wasilij Smysłow, Andriej Sokołow i Władisław Worotnikow.